# Olszyna (Jeziorzany)
Olszyna – część wsi Jeziorzany w Polsce, położona w województwie małopolskim, w powiecie krakowskim, w gminie Liszki.
W latach 1975–1998 Olszyna administracyjnie należała do województwa krakowskiego.